# Philippe Risoli
 (décembre 2018).
Philippe Risoli, né le 9 septembre 1953 à Paris 18e, est un comédien, animateur de radio et de télévision français d'origine italienne. Il a également tenté une carrière de chanteur.

## Biographie

### Naissance et formation
Il est né dans le 18e arrondissement de Paris, et a grandi dans une maison située entre la Porte de Clignancourt et la Porte de Saint-Ouen. Sa mère française d'origine bretonne, était secrétaire de direction dans une revue nautique, et son père italien, ouvrier typographe. Il a fait ses études de droit (maîtrise en droit privé), et de sciences de l'information et de la communication (maîtrise) à l'université de Paris 2 Assas.

### Carrière médiatique

#### Animateur sur Canal + et FR3 (1986-1988)
Il a présenté le jeu de questions Star Quizz du 10 février 1986 au 6 septembre 1987 sur la chaîne Canal+ puis le talk show Direct, toujours sur Canal+ durant la saison 1987-1988. Il a présenté aussi La Nouvelle Affiche de 1986 à 1987 sur FR3.

#### Animateur sur TF1 (1988-2001)
Passé ensuite sur TF1, il a animé des jeux télévisés :
- Jeopardy! de 1989 à 1992 ;
- Intervilles en 1991 avec Guy Lux ;
- Millionnaire de 1991 à 1999, qui est le tirage télévisé du jeu de grattage de la Française des jeux ;
- Le Juste Prix à partir du 10 novembre 1992 où il a remplacé Patrick Roy qui était souffrant, jusqu'au 31 août 2001 où le jeu a été supprimé de l'antenne.

Il a présenté également des émissions de variétés :
- Viva la vie de 1988 à 1989, émission sur la médecine et le bien-être, avec Martine Allain-Regnault et Renaud Rahard
- Les animaux de mon cœur en 1990
- La Fête de la musique le 21 juin 1990 avec Nagui.
- Succès fous de 1990 à 1992 avec Patrick Roy et Christian Morin.
- S.V.P. COMEDIE de 1996 à 1997 avec l'animatrice et actrice belge Maureen Dor
- Capitale d'un soir, une émission de divertissement mensuelle à partir du 3 octobre 1997 avec Nathalie Simon, puis à partir du 21 novembre avec Sophie Favier jusqu'au 30 janvier 1998[3].

#### L'AprèsJuste Prix(2001-2008)
Après la suppression du Juste Prix, il s'est lancé dans la chanson en animant Les Copains d'accords sur RFM TV, un programme musical, et a sorti son premier album Autrement, dont il qualifie les chansons proches du style de Louis Chedid. Un seul single a été extrait : Cuitas les bananas, qui a été raillé par la presse et la critique et ne s'est vendu qu'à 1 074 exemplaires. Dans cette chanson, il évoque entre les lignes son éviction du jeu Millionnaire.
Le 1er septembre 2001, il disparait du petit écran après avoir été remercié de TF1 par Etienne Mougeotte. Après cette date, il est resté titulaire sur TF1, mais la chaine lui a proposé uniquement des participations à d'autres émissions, et aucun projet concret lié à la présentation . 
Quatre années plus tard, le 30 avril 2005, TF1 l'a fait revenir pour être candidat à la 2e saison d'une émission de télé-réalité, La Ferme Célébrités. Philippe y restera jusqu'au jour de son élimination en demi-finale face à Jordy, le 17 juin 2005. Il y a défendu l'association Les petits princes qui s'occupe des enfants gravement malades touchés par des cancers, des leucémies et des maladies génétiques.
En 2003, puis en 2005 après La Ferme Célébrités, il a participé à deux reprises au Grand Concours des Animateurs sur TF1 présenté par Carole Rousseau, à cette période.
En 2004, Philippe participe avec Chantal Goya au jeu télévisé Qui veut gagner des millions ? présenté à cette époque, par Jean-Pierre Foucault.

#### 2008: Retour à la télévision, puis nouvel album musical
En janvier 2008, il fait son retour à la télévision dans une publicité où il incarne un animateur pour le grand tirage de la société France Abonnements .
Malgré l'échec de son premier album musical, il s'est relancé dans la musique et a sorti le 10 décembre 2008 un second opus intitulé Semblant de croire composé de 11 titres, pouvant être acheté uniquement sur une plateforme légale sur Internet.

#### Animateur sur Gulli (2009-2012)
Le 26 septembre 2009, Philippe arrive sur la chaîne Gulli pour présenter une version modernisée de L'École des fans. L'émission enregistre de bonnes audiences (moyenne de 300 000 téléspectateurs en 2009-2010), mais il annonce lui-même le 22 août 2012 qu'il n'y aura pas de nouveaux enregistrements de L'École des fans. En janvier 2014, Willy Rovelli lui succède à la présentation de l'émission.

#### Présentateur de l'élection deMiss Excellence France(depuis 2019)
Le 12 janvier 2019, il est le maître de cérémonie de l'Élection de Miss Excellence France sur la chaîne Grand Lille TV de la télévision locale lilloise.
Il présente la deuxième édition le 18 janvier 2020, qui est retransmise sur des chaînes locales et régionales notamment IDF1.

#### Piège à Matignon
Entre 2013 et 2016, il joue le rôle de François, un candidat au poste de Premier Ministre, aux côtés de Nathalie Marquay dans la pièce de théâtre Piège à Matignon de Jean-Pierre Pernaut.

#### Régime Présidentiel
De 2017 à 2020, il joue le rôle d'un homme politique candidat à l'élection présidentielle dans une autre pièce de théâtre intitulée Régime Présidentiel. Une pièce co-écrite par Eric Le Roch, Nathalie Marquay et Jean-Pierre Pernaut .

#### Bonne pioche
En 2020, il joue le rôle de Benjamin aux côtés de Jean-Philippe Azéma, Claudine Barjol et Elisa Servier, dans Bonne Pioche, une pièce réalisée par Bruno Druart et Patrick Angonin.

## Vie privée
Philippe vit dans le 6e arrondissement de Paris avec son épouse Anne et ses deux enfants jumeaux, Julia et Pierre.

## Résumé de carrière

### Publications
- 1994 : Les secrets du millionnaire
- 2012 : Les perles de la télé
- 2023 : Dites bien à mon fils que je l'aime (Éditions de l'Archipel)[21]

### Théâtre
- 2013-2016 : Piège à Matignon de Jean-Pierre Pernaut
- 2017 - 2018 : Régime présidentiel de Eric Le Roch et Jean-Pierre Pernaut, mise en scène Eric Le Roch, tournée
- 2020 : Bonne pioche de Bruno Druart et Patrick Angonin, mise en scène Jean-Philippe Azéma, tournée

### Discographie
- 2001 : Cuitas les bananas (CD Single)
- 2001 : Autrement (Vidéo), Universal Music
- 2008 : Semblant de croire

### Parcours en radio
Sauf indication contraire, les assertions de cette section sont sourcées dans la section « Biographie » du présent article
- 1985-1986 : animateur de l'émission Stop ou encore sur RTL
- 2010-2011 : animateur de l'émission quotidienne Code Risoli sur Sud Radio
- 30 août 2010 : participant à l'émission humoristique Le Duo des Non sur Sud Radio

### Télévision

#### Canal +
- 1986-1987 : Star Quizz : animateur
- 1987-1988 : Direct : animateur

#### FR3
- 1986-1987 : La Nouvelle Affiche : animateur

#### TF1
- 1988-1989 : Viva la vie : animateur
- 1989-1992 : Jeopardy : animateur
- 1990 : Les animaux de mon cœur : animateur
- 1990 : La Fête de la musique : animateur
- 1990-1992 : Succès fous : animateur
- 1991 : Intervilles : animateur
- 1991-1999 : Millionnaire : animateur
- 1992-2001 : Le Juste Prix : animateur
- 1996-1997 : S.V.P. COMEDIE : animateur
- 1997-1998 : Capitale d'un soir : animateur
- 2000 : Sous le soleil (série télévisée) : participant
- 2003 : Le Grand Concours des animateurs : participant
- 2004 : Qui veut gagner des millions ? : participant
- 2005 : La Ferme Célébrités : candidat
- 2005 : Le Grand Concours des animateurs : participant[22]
- 2025 : Le Grand Concours : 50 ans de TF1 : participant[23]

#### Autres chaînes
- 2009-2012 : L'École des fans (Gulli) : animateur
- 2018 : Strike sur C8 : participant
- 2019 : Élection de Miss Excellence France 2019 (Grand Lille TV) : animateur
- 2020 : Élection de Miss Excellence France 2020 (IDF1) : animateur
- 2021 : Élection de Miss Excellence France 2021 (IDF1) : animateur
- 2022 : Élection de Miss Excellence France 2022 (IDF1) : animateur
- 2023 : Élection de Miss Excellence France 2023 (IDF1) : animateur
- 2023 : Touche pas à mon poste ! (C8) : participant[24]
- 2024 : Élection de Miss Excellence France 2024 (IDF1) : animateur[25]
- 2024 : 100 % logique sur France 2 : candidat

#### RFM TV
- 2002 : Les Copains d'abord : animateur

#### Publicité
- 2008-2014 : Le Grand Tirage, France Abonnements : animateur